# Baba (série de televisão)
Baba é uma série dramática de televisão turca dirigida por Çağrı Bayrak e escrita por Gökhan Horzum e Ekin Atalar. Produzida pela Ay Yapım, a série tem como protagonistas Haluk Bilginer e Tolga Sarıtaş. Seu primeiro episódio foi ao ar em 15 de fevereiro de 2022.

## Elenco
- Haluk Bilginer como Emin Saruhanlı
- Tolga Sarıtaş como Kadir Saruhanlı
- Ayda Aksel como Fazilet Saruhanlı
- Özge Yağız como Büşra Saruhanlı
- Hakan Kurtaş como İlhan Karaçam
- Taner Rumeli como Servet Saruhanlı
- Cem Uslu como Ceyhun Kömürcü
- Damlasu İkizoğlu como Kübra Saruhanlı
- Zeynep Diker como Zeynep Saruhanlı
- Levent Ülgen como Hacı Selahattin Görgülü
- Buse Meral como Firuze Görgülü
- Ali İl como Muhsin İğdeci
- Volkan Kıran como Salih
- Elif Verit como Osman
- Selcen Ezgi Dinçer como Hafsanur Görgülü
- Meltem Pamirtan como Hasibe
- Yılmaz Kunt como Serkan
- Sedef Akalın como Binnur Saruhanlı
- Kayra Sır como Ecrin Saruhanlı
- Yağız Saylağ como Yusuf Emin Saruhanlı